# Riksvei 93
De Riksvei 93 (Rijksweg 93) is een rijksweg in Noorwegen, die geheel in Noors Lapland loopt in de provincie Finnmark.

## Route van noord naar zuid
De weg begint in Alta als kruising met de E6. Hij voert eerst langs de rivier Alta. Vlak na Alta is het een vreemd gezicht; een oase van groene loofbomen in een berglandschap; oorzaak is de warme golfstroom die de temperatuursverschillen in de omgeving van Alta gering houdt. Na de kruising Joraholmen volgt de weg een andere rivierbedding Trangdalen. De weg loopt hier in een smal dal; de weg is soms maar één auto breed. Het verval van de rivier is hier groot en de weg moet mee omhoog. Het hoogste punt volgt na 50 kilometer in Suolovuobme; een van de plaatsen op de weg waar wordt aangegeven of de weg verder begaanbaar is voor verkeer. Van Suolovuobme voert de weg naar Masi (18 km) alwaar een nieuwe rustplaats is. Vanaf dat moment voert de weg langs heuvels en meren. Bij kruising en rustplaats Gæidnovuoppe (Noors) / Gievnaguoka (Samisch) voegt het zich bij de Riksvei 92 via afgelegen boerderij Mieron tot aan de plaats Kautokeino. De Riksvei 92 voert het binnenland in naar de afgelegen kerk Bidjovagge. De Riksvei 93 vervolgt zijn weg zuidwaarts tot aan de Finse grens Kivilompolo (Noors) / Kivijärvi (Fins), waar hij overgaat in de Finse weg 93 (voorheen) 958 tot aan Enontekiö.
Gedurende zijn 173-kilometer-lange route zijn er dus slechts 2 plaatsen van enige betekenis; Alta aan het begin en Kautokeino bijna aan het eind. Met uitzondering van de kleine nederzetting Masi is er geen enkele vaste bewoning.   
Tussen Mieron tot aan Suolovobme is er een noodweg, die niet toegankelijk is voor het publiek.
Europese wegen:
E6 · E8 · E10 · E12 · E14 · E16 · E18 · E39 · E45 · E69 · E75 · E105 · E134 · E136
Riksveier:
2 · 
3 · 
4 · 
5 · 
7 · 
9 · 
12 · 
13 · 
15 · 
19 · 
20 · 
21 · 
22 · 
23 · 
25 · 
35 · 
36 · 
40 · 
41 · 
42 · 
44 · 
47 · 
52 · 
55 · 
70 · 
73 · 
77 · 
80 · 
83 · 
85 · 
92 · 
93 · 
94 · 
110 · 
111 · 
120 · 
150 · 
156 · 
159 · 
162 · 
163 · 
190 · 
191 · 
200 · 
282 · 
420 · 
451 · 
502 · 
509 · 
510 · 
518 · 
555 · 
562 · 
580 · 
616 · 
617 · 
658 · 
681 · 
706 · 
827 · 
833 · 
853 · 
862 · 
881 · 
887 · 
892 · 
893